# Une Seule Nuit
Une Seule Nuit (română:O singură noapte) este denumirea sub care este cunoscut imnul național din Burkina Faso, cu titlul oficial Ditanyè (l'Hymne de la Victoire / Imul victoriei). A fost scris și compus de Thomas Sankara și adoptat în 1984.

## Istorie
Imnul a fost adpotat pe 2 august 1984, scris și compus de Thomas Sankara. 
Schimbarea imnului era una dintre politicile lui Thomas Sankara de a misca țara înainte și a de uita de trecutul colonial din Burkina Faso.
Political s-a a redenumit și țara de la ,,Volta Superioară'' la Burkina Faso.

## Versuri în limba mossi
I
- Burkĩmbã pĩnd n kisga wõrbo la yãnde hal yʋʋm tusri
- B kisga fãadbã sẽn yi yɩɩga hal yʋʋm koabga, n wa ne yembdo,
- B tõdga sɩlem-wɛɛgã sẽn toeeme, n lebg yaoolem yembdo
- B kisga sɩlem-wɛɛgã yembdooh ne a tẽng-n-tɛɛndbã fãa gilli.
- Wʋsg n bas raoodo, la kẽer me sɩd zãgsame,
- La pãn-kongrã, la tõogrã, la tʋʋlgã kaagre,
- Zɩɩmã raagre kenga d nin-buiidã pelse
- La b paasa b raoodo n leb n zẽk b burkĩndi.

Reesgo I:
- La yʋng a ye tãa, a ye tãa,
- Kʋmba nin-buiidã vɩɩm kibare,
- La yʋng a ye tãa bal pʋgẽ waa, tɩlgre sor pakame
- Tɩ b rɩk n babsd vɩ-noogo,
- Yʋng a ye lagma tõnd nin-buiidã
- Ne nin-buiidã sẽn be dũni wã fãa pʋgẽ
- N baood tɩlgre la paoongo, ne b sũurã fãa
- Kall tɩ d tõoge, ba d na n ki d tẽng yĩnga!

## Versuri în franceză
I
- Contre la férule humiliante il y a déjà mille ans,
- La rapacité venue de loin les asservir il y a cent ans.
- Contre la cynique malice métamorphosée
- En néocolonialisme et ses petits servants locaux
- Beaucoup flanchèrent et certains résistèrent.
- Mais les échecs, les succès, la sueur, le sang
- Ont fortifié notre peuple courageux
- Et fertilisé sa lutte héroïque.

Refrain:
- Et une seule nuit a rassemblée en elle
- L'histoire de tout un peuple.
- Et une seule nuit a déclenché sa marche triomphale
- Vers l'horizon du bonheur.
- Une seule nuit a réconcilié notre peuple
- Avec tous les peuples du monde,
- A la conquête de la liberté et du progrès
- La Patrie ou la mort, nous vaincrons!

II
- Nourris à la source vive de la Révolution.
- Les engagés volontaires de la liberté et de la paix
- Dans l'énergie nocturne et salutaire du 4 août
- N'avaient pas que les armes à la main, mais aussi et surtout
- La flamme au coeur pour légitimement libérer
- Le Faso à jamais des fers de tous ceux qui
- Çà et, là en poluaient l'âme sacrée de
- L'indépendance, de la souveraineté.

Refrain
III
- Et séant désormais en sa dignité recouvrée
- L'amour et l'honneur en partage avec l'humanité,
- Le peuple du Burkina chante un hymne à la victoire,
- A la gloire du travail libérateur, émancipateur.
- A bas l'exploitation de l'homme par l'homme!
- Hé en avant pour le bonheur de tout homme,
- Par tous les hommes aujourd'hui et demain,
- Par tous les hommes ici et pour toujours!

Refrain
IV
- Révolution populaire notre sève nourricière.
- Maternité immortelle du progrès à visage d'homme.
- Foyer éternel de démocratie consensuelle,
- Où enfin l'identité nationale a droit de cité,
- Où pour toujours l'injustice perd ses quartiers,
- Et où, des mains des bâtisseurs d'un monde radieux
- Mûrissent partout les moissons de vœux patriotiques,
- Brillent les soleils infinis de joie.

Refrain